# Philippopsis guianae
Philippopsis guianae är en insektsart som beskrevs av Desutter-grandcolas 1992. Philippopsis guianae ingår i släktet Philippopsis och familjen syrsor. Inga underarter finns listade i Catalogue of Life.